# Будинок Тиверовських
Буди́нок Тиверо́вських — будинок в Черкасах, збудований в стилі модерн на замовлення підприємців Тиверовських на початку XIX століття.
Будинок збудований в 1912 році. Вже через рік, в 1913 році, тут були:
- на першому поверсі — аптека, магазин та казино;
- на другому поверсі — міський комерційний банк.

З приходом радянської влади у будинку розміщувались спочатку поліклініка та різні державні установи, а пізніше трест «Черкасирембуд». Зараз ту знаходяться різні магазини та офісні приміщення.
| Черкаси | Це незавершена стаття про Черкаси. Ви можете допомогти проєкту, виправивши або дописавши її. |